# Sanctions contre l'Érythrée
Les sanctions contre l’Érythrée, constituées principalement d'un embargo sur les armements, ont été mises en place par les Nations unies à partir de 2008.

## Histoire
En 2008, le Conseil de sécurité des Nations unies par la résolution 1862, demande à l'Érythrée de reconnaître son conflit territorial avec Djibouti et de cesser des activités militaires dans le pays, sans résultats.
En décembre 2009, le Conseil de sécurité des Nations unies par la résolution 1907, renforce ses sanctions contre l'Érythrée, en mettant en place un embargo sur l'armement et en gelant les actifs financiers de l'Érythrée, pour condamner son soutien à des groupes armés rebelles en Somalie (islamistes shebab) et son implication dans son conflit territorial avec Djibouti,.
En décembre 2011, le Conseil de sécurité des Nations unies, renforce de nouveau ses sanctions contre l'Érythrée en augmentant le nombre d'organisme et de personnalités touchés par le gel d'actifs financiers et les interdictions de circuler dans les pays étrangers, dans le but de sanctionner son soutien à des actions terroristes en Éthiopie,.
En novembre 2016, les sanctions sont une nouvelle fois prolongées, notamment à cause de l'interdiction de visas pour les enquêteurs de l'ONU, malgré les protestations d'un certain nombre de pays notamment de la Chine. Les sanctions sont à nouveau prolongées en 2017 par la résolution 2385.
Le 14 novembre 2018, le Conseil de sécurité de l'Onu vote à l'unanimité la fin de l'embargo sur les armes et les sanctions contre l’Érythrée, à la suite de l'accord de paix avec l’Éthiopie signé en juillet 2018,,. La résolution demande par ailleurs à l'Erythrée et à Djibouti de poursuivre leurs efforts de paix pour régler le différend qui les oppose ; il est spécifiquement demandé à l’Érythrée de fournir à Djibouti des informations sur le sort de soldats djiboutiens disparus il y a dix ans,. L'Erythrée a annoncé vouloir demander des compensations pour les sanctions qui lui ont été infligées, des sanctions infligées à tort selon son gouvernement.